# Teobromina
La teobromina, conocida antaño como xanteosa, es un alcaloide de sabor amargo procedente del árbol de cacao. Su fórmula molecular es C7H8N4O2, y su nombre sistemático 3,7-dihidro-3,7-dimetil-1H-purina-2,6-diona. Puede nombrarse como una xantina disustituída, siendo así su nombre el de 3,7-dimetilxantina. Por ser una metilxantina, está relacionada con la cafeína (1,3,7-trimetilxantina) y la teofilina (1,3-dimetilxantina).
Pese a su nombre no contiene bromo: su sustantivo deriva de Theobroma, el género al que pertenece el árbol de cacao. La palabra Theobroma proviene a su vez de las raíces griegas theo («dios») y broma («comida»), significando «comida de los dioses». El sufijo -ina es propio de alcaloides y compuestos que contienen nitrógeno.

## Propiedades químicas
Se trata de un compuesto ligeramente soluble en agua (330 mg/l a 25 °C), que se presenta en forma de polvo blanco cristalino con un característico sabor amargo
. A pesar de tratarse de un compuesto incoloro, muestras comerciales pueden presentar un ligero color amarillento debido a las impurezas. Tiene un efecto semejante al de la cafeína en el sistema nervioso humano, pero menos potente. Se sabe que provoca mutaciones en bacterias y en eucariotas simples, pero aparentemente no ocurre así en eucariotas complejas.

## Historia
El químico ruso Alexander Voskresensky descubrió la teobromina en el año 1841 en los granos del cacao. Su síntesis a partir de la xantina fue reportada por primera vez por el químico alemán Hermann Emil Fischer en 1882, que veinte años más tarde ganaría el Nobel de Química por sus investigaciones sobre proteínas.

### Biosíntesis
La teobromina es una purina derivada de la xantosina, un nucleósido. La ruptura de la ribosa y la N-metilación produce 7-metilxanthosina, que es precursora de la teobromina, que a su vez es precursora de la cafeína
.

## Usos terapéuticos
La teobromina incrementa la producción de orina. Por su efecto diurético y su habilidad vasodilatadora, la teobromina se ha usado para tratar la hipertensión arterial. La revista American Journal of Clinical Nutrition señala el uso histórico de la teobromina como tratamiento para otros problemas circulatorios, incluyendo la arteriosclerosis, ciertas enfermedades vasculares, angina de pecho e hipertensión.
Tras su descubrimiento a finales del siglo XIX, esta molécula se empezó a usar en 1916, cuando fue recomendada por la publicación Principles of Medical Treatment como un tratamiento para el edema (retención de líquidos en ciertas partes del organismo) y otros problemas.
En el cuerpo humano, los niveles de teobromina se reducen a la mitad entre 6 y 10 horas después de haberse consumido.
La teobromina se ha usado en experimentos sobre defectos en el nacimiento involucrando ratones y conejos. Se detectó un peso fetal por debajo de lo normal en conejos una vez se los alimentó forzadamente con teobromina, pero no después de una nueva administración de la droga. No se detectaron defectos de nacimiento en ratas. Se han patentado posibles usos de este compuesto en futuros tratamientos en campos como la prevención de cáncer.
La teobromina también parece ser efectiva contra la caries, y ha demostrado ser más efectiva que el tradicional fluoruro en algunos estudios. Sus ventajas incluyen la posibilidad de ingerirla fácilmente, pudiéndose obviar los avisos de «no tragar» de los enjuagues bucales actuales.

## Toxicidad
La teobromina se encuentra en concentraciones altas en el chocolate. En ensayos clínicos se han usado dosis de más de 1000 mg sin efectos dañinos, aunque pueden provocar molestias estomacales leves. Para tener efectos nocivos sobre los humanos debe ingerirse una gran cantidad de cacao.
Sin embargo, la teobromina es tóxica para ciertos animales domésticos, como perros y gatos en concentraciones ingeridas a partir de 80 mg/kg de peso, lo que les ocasiona arritmias cardíacas y convulsiones, e incluso la muerte del animal. Altas dosis en ratas han demostrado atrofia testicular irreversible, pero a bajas dosis no se ha notado el mismo efecto, ni en otros animales como perros, ratones ni hámsteres.